# Alex Perolli
Alex Perolli, conosciuto in Italia e Messico come Skender Perolli (Tirana, 14 luglio 1923 – Montréal, 5 marzo 1994), è stato un calciatore e allenatore di calcio albanese, benché alcune fonti lo riportino anche come italiano, canadese e austriaco.

## Caratteristiche tecniche

### Allenatore
Preferiva giocare con un modulo 4-3-3, con i difensori posti a rombo, con uno stopper posto di fronte ad un libero.

## Carriera
Dopo aver giocato con gli austriaci dello Sturm Graz, Perolli lasciò il calcio giocato ed all'età di 26 anni divenendo allenatore. Iniziò ad allenare il Chinotto Neri nella stagione 1949-50, in Promozione Laziale. Rimase  a Roma fino alla fine del torneo 1951-52, quando era il responsabile del settore giovanile del club capitolino.
Nella stagione 1954-1955 allena gli italiani dell'Avellino, club militante nella quarta serie, ottenendo l'undicesimo posto nel Girone H. Nel 1955 è invece alla guida della Casertana.
Trasferitosi in Canada, guidò alcuni club di Montréal. Tra il 1962 ed il 1963 è in Italia alla guida del Del Duca Ascoli, squadra militante in Serie C, portando con sé dal Canada anche alcuni giocatori di origine italiana come Nevio Varglien. L'esperienza viene ricordata come negativa e si concluse con la sollevazione dall'incarico, sostituito da Alfredo Notti.
Tornato in Canada, allena nella ECPSL nel 1964 il Montréal Italica, venendo sostituito a stagione in corso da Aldo Cecchi, e nel 1966 il Toronto Inter-Roma, anche lì sostituito a stagione in corso da Ostap Steckiw. Lasciato il Canada, trasferì in Messico per allenare il Veracruz con cui ottenne il quattordicesimo posto della Primera División 1966-1967.
Nella stagione 1967-1968 è alla guida del Monterrey, sempre in Messico, con cui ottiene la salvezza alla penultima giornata di campionato.
Nel 1968 ritorna in Canada, ove guiderà i Serbian White Eagles ed i Toronto Hellas.
Nella stagione 1970 Perolli diviene l'allenatore dei Rochester Lancers, militanti nella NASL. Nel corso della stagione viene sollevato dall'incarico e sostituito inizialmente con il dirigente dei Lancers Charles Schiano e poi con Salvatore De Rosa.
Nella stagione 1974 Perolli diviene l'allenatore dei Los Angeles Aztecs con cui vince il campionato NASL battendo in finale ai rigori i Miami Toros.
La stagione seguente diviene l'allenatore del San Antonio Thunder, venendo sollevato dall'incarico nel giugno dello stesso anno da Don Batie.
Nella stagione 1980 ritorna alla guida dei Rochester Lancers con cui chiuse l'annata con l'ultimo posto della Eastern Division della National Conference.

## Palmarès

### Allenatore
- Campionato NASL: 1

Los Angeles Aztecs: 1974